# La Vengeance du Sicilien
Pour plus de détails, voir Fiche technique et Distribution.
La Vengeance du Sicilen (titre original : Torino nera) est un drame italo-français réalisé par Carlo Lizzani, sorti en 1972.

## Synopsis
Rosario Rao est arrêté et condamné pour un meurtre commis durant un match de football et dont on lui fait porter le chapeau. Trois ans plus tard, ses deux fils, Mino et Lello, qui ont toujours cru en son innocence, mènent une enquête discrète avec l'aide de Stefano Mancuso, l'avocat de leur père. Ils découvrent peu à peu les fils de l'intrigue qui met en cause quelques personnes de la Mafia locale...
Résumé détaillé : Lors d'un match de football à Turin, Vito Santoro est tué d’un coup de feu provenant d’une arme appartenant à Rosario Rao, un maçon Sicilien, un homme honnête et juste et collègue de l'homme tué. Étant au stade au même moment, tout l’accuse, il est donc arrêté pour meurtre. Circonstance aggravante,  il avait eu, dans le passé, des désagréments avec la victime parce qu'il ne tolérait pas son attitude d'arrogance envers les plus faibles.

Après trois ans de prison, les deux enfants mineurs de Rosario, Mino et Raffaele, considérant toujours leur père comme injustement puni, vont, avec l'aide de leur ami avocat Mancuso, chercher des preuves de l'innocence du papa. Ces recherches déclenchent une spirale de violence de la part des personnages qui ont manigancé contre Rao. Deux des faux-témoins sont tués (l'un dans un accident de la route simulé, l'autre alors qu'il est agonisant à l'hôpital). Une prostituée Nascarella, la fiancée de Santoro, décède, elle aussi, dans des circonstances mystérieuses (officiellement un suicide) mais tout porte à croire qu’elle a été tuée parce qu’elle gardait une photographie de la scène de l'assassinat au stade, prise par le photographe Cammarata.

Au terme de ses investigations, Mino obtient des aveux d'un des participants au crime et la vérité émerge finalement : Fridda, un Sicilien émigré à Turin, ayant fait fortune dans la construction et les Travaux publics, avait décidé,  de connivence avec la mafia, d'assassiner son subordonné Santoro parce que ses méthodes trop brutales l'avaient fait devenir un personnage "exécrable" et impopulaire auprès des autres employés. Fridda voulait également mettre Rosario Rao à l'écart, étant donné que ce dernier, par son activisme syndical risquait de déstabiliser l'entreprise et d’inciter les travailleurs à se retourner contre lui. Au cours de l'enquête, le jeune Mino réussit à obtenir les aveux de l'homme de main de Fridda, sur son lit de mort, à l'hôpital. Ce dernier lui apprend qu'il était initialement chargé de tuer Santoro mais au dernier moment, n'ayant pas le courage, c'est Fridda lui-même qui l’exécute. Mino possède désormais un enregistrement sur cassette, comme preuve irréfutable de l'innocence de son père.  Les hommes de main de Fridda se mirent alors à chasser Mino et retrouver l’enregistrement des aveux. Lorsque Mino est retrouvé, Mascara, le tueur à gages le frappe atrocement, lui ôtant presque la vie. Entre-temps, Rosario Rao, ayant obtenu un permis spécial pour rendre visite à son fils, parvenant à déjouer la surveillance et va tuer les deux meurtriers, Mascara et Fridda, il se constituera prisonnier après avoir assouvi sa vengeance.

## Fiche technique
- Titre original : Torino nera
- Réalisation : Carlo Lizzani
- Scénario : Nicola Badalucco et Luciano Vincenzoni
- Directeur de la photographie : Pasqualino De Santis
- Montage : Franco Fraticelli
- Musique originale : Nicola di Bari, Gian Piero et Gianfranco Reverberi
- Genre : drame
- Pays :  Italie,  France
- Durée : 105 minutes
- Date de sortie :
  -  Italie : 28 septembre 1972
  -  France : 29 novembre 1973

## Distribution
- Marcel Bozzuffi : Fridda
- Bud Spencer (VF : Claude Bertrand) : Rosario Rao
- Françoise Fabian : Lucia Rao
- Guido Leontini : Trotta
- Vittorio Duse : Camarata
- Nicola di Bari : Mancuso
- Andrea Balestri : Raffaele Rao dit Lello
- Domenico Santoro : Mino Rao
- Maria Baxa : Nascarella
- Saro Urzi : Jaco
- Gigi Ballista : Marinotti
- Teodoro Corrà : Ravazza
- Mario Pilar : Vanni Mascara
- Elio Zamuto : Scarcella
- Giovanni Milito : Santoro